# Jean-Baptiste Moreau
 (mai 2009).
Si vous disposez d'ouvrages ou d'articles de référence ou si vous connaissez des sites web de qualité traitant du thème abordé ici, merci de compléter l'article en donnant les références utiles à sa vérifiabilité et en les liant à la section « Notes et références ».
Pour les articles homonymes, voir Jean-Baptiste Moreau (homme politique) et Moreau.
Jean-Baptiste Moreau, né à Angers en 1656 et mort à Paris le 24 août 1733, est un musicien et compositeur français, maître de musique de Louis XIV.

## Biographie
Il fut vraisemblablement enfant de chœur de la cathédrale Saint-Maurice d'Angers. Après un probable passage par Paris, il fut nommé maître de musique de la cathédrale de Langres, où il prit la suite de Goupillet congédié pour incapacité à tenir tête aux enfants de chœur. Certains biographes affirment qu'il serait ensuite passé par Dijon. Il s'établit ensuite à Paris et réussit à s'introduire à la Cour, parvenant à ce que le roi le prît à son service; il en reçut une pension jusqu'à sa mort. Vers 1694 il fut nommé intendant de la Musique des États de Languedoc mais revendit la charge afin de demeurer à Paris.
Il est l'auteur de motets, de musiques de scène, en particulier pour les tragédies chrétiennes de Racine Esther et Athalie. Également, en tant que maître de musique de la maison royale de Saint-Louis, il répartit la composition des Cantiques de Racine (I, III et IV), avec Michel-Richard de Lalande (II) en 1694. Il enseigna aussi, et l'on retrouve parmi ses élèves Montéclair, Clérambault et Dandrieu.

## Sources imprimées
- Édition d'Anne Piéjus : Esther, Tragédie de Jean Racine, Intermèdes de Jean-Baptiste Moreau, Société française de musicologie et Musica Gallica, Paris 2003, 87p. (ISMN M-56004-025-7) (avant-propos français/anglais, préface de Jean Racine, fac-similés des copies d'André I Danican Philidor, texte intégral et partitions (version clavecin) et notes critiques)
- Édition d'Anne Piéjus : Athalie, Tragédie de Jean Racine, Intermèdes de Jean-Baptiste Moreau, Société française de musicologie et Musica Gallica, Paris 2005, 111p. (ISMN M-56004-026-8) (avant-propos français/anglais, préface de Jean Racine, texte intégral, partitions (version clavecin) y compris quelques fac-similés et notes critiques)